# Henry Hudson
Henry Hudson (12. rujna 1570. – 1611.), engleski pomorac.
Po njemu su nazvani Hudsonov zaljev i Hudsonov prolaz.